# 谷恒生
谷 恒生（たに こうせい、1945年9月18日 - 2003年7月9日）は、日本の小説家。海洋冒険小説、伝奇小説、時代小説、架空戦記などで活躍した。本名は谷 恒生（たに つねお）。

## 略歴
東京都生まれ、国立市に育つ。中学時代は「三国志」「水滸伝」「三銃士」「大地」「ジャン・クリストフ」などを愛読した。鳥羽商船高等専門学校に入学し、この頃は高橋和巳を愛読した。卒業後、日本海汽船に入社し、続いてジャパン・マリンに移って、外国航路の一等航海士を務めた。
航海士時代に北杜夫「どくとるマンボウ航海記」を読んで航海記を書いてみたいと漠然と考えるようになり、「ぼくは船乗りだから、船と海を舞台に劇的な小説を書いてみたい」という思いで作家を志し、1975年に船を降りて短篇「冬の前戦」で『野性時代』新人文学賞佳作、1976年「港」で同候補。『小説現代』新人賞でも次点。
1977年4月に職業経験を活かした冒険小説『喜望峰』『マラッカ海峡』の長篇二冊同時刊行デビューを果たす。『喜望峰』は第77回直木賞候補にもなり、同じく海洋小説の『ホーン岬』も第79回直木賞候補にノミネートされた。1981年『フンボルト海流』で角川小説賞を受賞。
その後続けざまに長篇海洋冒険小説を刊行するが、1981年アジアの都会を舞台とする『バンコク楽宮ホテル』で新境地を開拓。1982年からは『魍魎伝説』で伝奇小説にも舞台を拡げる。1983年、日本冒険作家クラブの創設に参加。
ルドルフ・シュタイナーの神智学に傾倒し、80年代半ばからシュタイナー教育を実践する幼稚園に二人の娘を入れるために、栃木県那須野が原の黒磯市に移住。
1987年に剣豪斎藤伝鬼房を題材に時代小説も執筆し、やはり海洋を舞台にした『戦国の嵐』、さらに毛利元就を描く『青雲の鷲』など時代小説、また時代伝奇『寒月一凍 悪霊斬り』も執筆。1991年『警視庁歌舞伎町分室』シリーズなどのアクション小説、1993年『超大本営・戦艦大和』などの架空戦記など多くの作品を執筆した。
2003年7月9日午後1時25分、食道癌のため東京都文京区の病院で死去。57歳没。

## 人物
1971年頃に俳優の中村敦夫や原田芳雄らと知り合い、俳優座を脱退した彼らと三里塚闘争での街頭演劇にも同行していた。『喜望峰』には中村と原田が推薦文を寄せている。原田によると、自宅にもたびたび訪れていたといい、当時、原田のマネージャーを務めていた夏文彦（冨田幹雄）とも親交を結んだ。夏は集英社文庫版『マラッカ海峡』で解説を務めており、『喜望峰』はまだ出版前の校正刷で読んだことを明かしている。
また書評家の北上次郎とも親交があった。谷が北上の結婚式に出席する一方、北上は谷の自宅に泊まったこともあるという。書評家としてなれあいを避けるという意味で作家との個人的親交を極力避けるようにしていた北上からすれば異例のことで「プライベートで作家の家に行ったのはこのときが初めてで、その後もない」と谷との交流を振り返っている。
旧友からは作家を目指す執念と容貌からジョージ秋山の漫画『銭ゲバ』から「ゲバ」と呼ばれていた。航海士時代からギャンブルに強く、作家デビュー後は麻雀の文壇名人戦の常連となった。

## 作品
デビューは、1976年に酒場で知り合った編集者に『喜望峰』の原稿を渡したところ、大型新人として2作同時刊行とする企画になり、『マラッカ海峡』も書き上げて翌4月に、新聞に全五段広告という破天荒なプロモーションによるものとなった。『喜望峰』は南アフリカの黒人解放闘争を舞台に日本の貨物船の一等航海士が活躍する。これらはそれまでの日本には無かった本格的な海洋冒険小説で、その荒削りな文体、船員としての実体験に基づく的確な描写から評価も高い。『マラッカ海峡』は映画化も企画され、シナリオ完成の段階まで進んでいた。『マラッカ海峡』の主人公土岐雷介は『新マラッカ海峡』『暴力伝説』でも復活して活躍する。『戦時標準船荒丸』『無法還流』『薔薇作戦』は、戦時中に量産された戦時標準船の戦後の船員達が、混乱期の国家間陰謀に巻き込まれていく国際謀略小説。『錆びた波止場』は、架空の船員酒場街「界隈」を舞台にした、船乗りや港に生きる人々を描いた連作短編集で、積荷鑑定人（サーベイヤー）である日高凶平らの登場人物たちは、推理小説『船に消えた女』にも登場する。
1980年にインドシナ半島を2ヶ月間放浪し、その後民衆の姿を描く『バンコク楽宮ホテル』や、アジア各地の港町を舞台にする『飛騨一等航海士』を経て、「近代史観」から離れて民衆が求めた伝承や魔術や呪術などの精神の歴史を、「五感によって明らかにされるこの物質的世界の背後には、超感覚的な霊的世界が存在する」という考え方により、『魍魎伝説』以降のオカルト色の強い伝奇小説の世界へと進み、伝奇バイオレンスと呼ばれる作品のブームの火付け役の一人となった。これらは「霊や魂を論理的、科学的に解説した人物」と評するシュタイナーの影響を受けているとも言われる。伝奇小説やアクション小説、『闇斬り稼業』などの時代小説では官能シーンも多用されている。
「時代小説への挑戦も、海から戦国時代を見るという立場を取った」と語っているように、『戦国の嵐』でも、小西行長が極秘任務のためにマラッカに向かうという海洋冒険小説になっており、『青雲の鷲』も若き日の毛利元就が瀬戸内海の海賊とともに中国浙江省へ渡る物語である。『那須与一』は、栃木県人による「しもつけ出版人会」で1990年に県知事渡辺文雄が、足利尊氏に続く歴史上の英雄として那須与一の小説化を頼み、これを事務局長の荒川じんぺいが『信長』の装丁を引き受けた縁で黒磯市在住の谷に依頼して執筆された、源平合戦の史実を背景に、謎の陰陽師や鬼一法眼を絡ませて、活劇と恋を織り交ぜた作品。

### 冒険小説
- 『喜望峰』KKベストセラーズ、1977年
- 『マラッカ海峡』KKベストセラーズ、1977年
- 『ホーン岬』KKベストセラーズ、1977年
- 『北の怒涛』集英社、1978年
- 『悪霊を撃て』KKベストセラーズ、1978年（『平凡パンチ』1978年連載）
- 『黒いヴァイキング』集英社、1979年（『報知新聞』1978年6-11月連載）
- 『黄金の海』文藝春秋、1980年（『日刊スポーツ』1970年8月-1980年2月）
- 『錆びた波止場』講談社、1980年（短編集）
- 『一人っきりの戦場』集英社、1980年（1988年徳間文庫版で『灼熱の戦場』に改題）
- 『飛騨一等航海士』徳間書店、1980年
- 『バンコク楽宮ホテル』講談社、1981年
- 『フンボルト海流』角川書店、1981年
- 『雪の妖精』角川書店、1982年（短篇集）
- 『新マラッカ海峡』角川書店、1982年
- 『戦時標準船荒丸』講談社、1982年
- 『仮面劇場』角川書店、1983年
- 『無法還流』講談社、1984年（『戦時標準船荒丸』続編）
- 『カルカッタ大真珠ホテル』講談社、1984年
- 『魔海流』徳間書店、1987年（飛騨一等航海士）
- 『エベレストの虹』角川書店、1987年
- 『悠々たる打算』徳間書店、1988年
- 『暴力伝説』祥伝社、1988年
- 『撃たれし者は誰ぞ』徳間書店、1991年（1994年徳間文庫版で『大暴風』に改題）
- 『スフィンクスの涙』祥伝社、1991年
- 『薔薇作戦 戦時標準船荒丸』徳間書店 1995年（『問題小説』1990年連載）
- 『バンコク楽宮ホテル残照』小学館、2002年

### 伝奇小説
- 『魍魎伝説』（全5巻）双葉社、1982-88年
- 『異空間アドベンチャー』学校図書、1983年
- 『紀・魍魎伝説』（全6巻）角川書店、1984-87年
- 『髑髏伝』（全5巻）光文社、1985-86年
- 『超人類生誕秘録』（全3巻）講談社、1986-87年
- 『妖少女』祥伝社、1986年
- 『神州魑魅変』（全3巻）徳間書店、1987-89年
- 『猿菩薩』光文社、1987年
- 『熱鬼』実業之日本社、1987年
- 『神変桜姫』（全3巻）角川書店、1988年
- 『寒月一凍悪霊斬り 神州魑魅変異聞』徳間書店、1988年
- 『羅刹降臨録』KKベストセラーズ、1988年
- 『月の迷宮伝説』天山出版、1988年（1990年天山文庫版で『迷宮伝説 戦士誕生編』に改題）
- 『寒月一凍あばれ鉄扇』徳間書店、1989年
- 『寒月一凍惨殺』徳間書店、1989年
- 『魍魎大戦（全3巻）祥伝社、1990年
- 『メフィスト・フェレストに連れられて』廣済堂出版、1990年
- 『熱鬼顕現』実業之日本社、1991年
- 『紀・三国志』（全2巻）角川書店、1992年
- 『安倍晴明-陰陽宮』（全9巻、番外編3作、総集編1作）小学館、2000-02年
- 『陰陽道☆転生 安倍晴明』（全3巻）徳間書店、2000年
  - 『陰陽道☆転生 安倍晴明 義経起つ』『陰陽道☆転生 安倍晴明 源平争乱』『陰陽道☆転生 安倍晴明 義経伝説』
- 『役小角 冥府魔道』徳間書店 2001年
- 『妖都の姫君-秘本将門記 1』『凶星起つ-秘本将門記 2』（未完）祥伝社、2002年

### 推理・アクション小説
- 『船に消えた女』祥伝社、1981年（1989年ノン・ポシェット版で『横浜港殺人事件』に改題）
- 『血文字「アカシア」の惨劇』光文社、1984年（1989年光文社文庫版で『虚空アカシャの惨劇』に改題）
- 『地獄の狙撃者』実業之日本社、1988年（1991年大陸文庫版で『鬼獣狩り』に改題）
- 『タイ・プーケットツアー殺人事件』勁文社、1991年
- 『復讐鬼』廣済堂出版、1991年
- 『警視庁歌舞伎町分室』シリーズ（全26冊）徳間書店/勁文社/祥伝社/KKベストセラーズ、1991 - 2004年
  - 徳間書店版『警視庁歌舞伎町分室』1991年、『魔女と復讐鬼』『三国志の殺人』1992年、『刺客邪骨道人』『魔性の肌の復讐』『地獄の華』『香港マフィア13K』1998年、『黒魔術師』『鬼畜の群れ』1999年、『闇呪』2000年、『淫鬼』2004年
  - 勁文社版『新宿地獄』『新宿魔界』1992年、『新宿野獣』1993年、『新宿魔黒』『新宿魔獣』1999年、『新宿暴力街』『新宿復讐街』『新宿我狼街』2000年、『新宿暴虐街』『新宿砂楼街』『新宿・傷だらけの野獣』2001年、『新宿・地獄の殺人者』2002年
  - 祥伝社版『警視ムラマサ』1992年、『処刑警視』1997年
  - KKベストセラーズ版『新宿濁流』1993年
- 『睡蓮の彩り』廣済堂出版、1991年
- 『処刑警視 死霊』徳間書店、2000年
- 『新宿餓狼街』徳間書店、2002年

### 時代小説
- 『斎藤伝鬼房』双葉社、1987年
- 『戦国の嵐』講談社、1988年
- 『雪姫七変化』講談社、1989年
- 『青雲の鷲』講談社、1990年（1996年河出文庫版で『毛利元就』に改題）
- 『雪姫巨悪を斬る』講談社、1990年
- 『慶長水滸伝』（全5巻）1990-92年（1993年双葉文庫版で『岩見重太郎 慶長水滸伝』に改題）
- 『信長 大志を生きる』KKベストセラーズ、1991年
- 『信長 華か覇道か』KKベストセラーズ、1992年
- 『那須与一』（上下）河出書房新社、1992年
- 『千利休の謀略』世界文化社、1993年
- 『孔明伝』（上下）光栄、1993年
- 『八幡太郎義家』河出書房新社、1993年
- 『徳川慶喜の英略』世界文化社、1997年
- 『隋唐竜伝説』（全3巻）世界文化社、1997年
- 『柳生十兵衛』（全3巻）勁文社、1998-99年
  - 『柳生十兵衛 1 妖剣乱舞』『柳生十兵衛 2 剣風繚乱』『柳生十兵衛 3 魔人由井正雪』
- 『闇斬り稼業』（全5冊）徳間書店、2001-2003年
  - 『闇斬り稼業』2001年、『闇斬り稼業 秘事』2001年、『闇斬り稼業 妖淫』『闇斬り稼業 姦殺』2002年、『闇斬り稼業 蕩悦』『闇斬り稼業 情炎』2003年
- 『闇斬り竜四郎』（全3冊）祥伝社、2001-03年
- 『蒼竜探索帳』 徳間書店、2003年

### 架空戦記
- 『超大本営・戦艦大和』（全7巻）徳間書店、1993-94年
- 『超・帝国無敵艦隊』（全7巻）勁文社、1993-95年
- 『栄光の艦隊・超戦艦「武蔵」』（全5巻）祥伝社、1993-95年
- 『超連合艦隊』（全8巻）徳間書店、1994-95年
- 『旭日の零戦 ラバウル航空戦線』（全3巻）角川書店、1994-95年
- 『戦艦空母摩利支天』（全3巻）勁文社、1995-96年
- 『八・八艦隊』（全3巻）祥伝社、1996年
  - 『怒涛の八・八艦隊』『阿修羅の八・八艦隊』『無敵の八・八艦隊 奇襲ガダルカナル』
- 『超戦艦空母長門改』（全4巻）徳間書店、1996-98年
- 『超・大和航空艦隊』（全3巻）勁文社、1997-98年
- 『海軍高雄学校』（全3巻）徳間書店、1999-2000年

### ノンフィクション
- 『海賊の幻影と黄金のロマン』KKベストセラーズ、1993年（小林久三らと共著）
- 『カッコウの啼く那須高原の森陰から』河出書房新社、1995年